# سیارک ۷۹۳۶
سیارک ۷۹۳۶ (به انگلیسی: 7936 Mikemagee، نامگذاری:1990OW2) هفت هزار و نهصد و سی و ششمین سیارک کشف شده‌است که در ۳۰ ژوئیه ۱۹۹۰ کشف شد.
قدر مطلق سیارک برابر ۱۳٫۸۰ است.